# Miura (ganadería)
Miura es una ganadería de toros de lidia cuyas reses pastan en la finca Zahariche, en la localidad española de Lora del Río, y que pertenece a la Unión de Criadores de Toros de Lidia. Su origen se remonta a mediados del siglo XIX y su antigüedad data de 1849, cuando  presentaron una corrida completa en la plaza de toros de Madrid, el 30 de abril de ese año.
Los toros de Miura están marcados en la oreja con una señal despuntada con golpe en la derecha y hendido muesca en la izquierda. Además, como característica, la divisa de este hierro es verde y grana en todas las plazas salvo en la plaza de Madrid, ya que la primera vez que lidió en esta plaza, la divisa coincidía con la de otra ganadería más antigua, la de Plácido Comesaña, por lo que se decidió cambiarla y ponerla en color verde y negro.
Este hierro, uno de los más míticos y legendarios del campo bravo español, cuenta con un importante tesoro genético, ya que el origen de sus toros pertenece a un encaste único, como es el de "miura", cuyas características singulares han sido forjadas durante generaciones dentro de la familia propietaria. Aunque con esta excepcionalidad, el origen de la ganadería se remonta a los toros de José Rafael Cabrera y Angulo si bien dulcificando parte del carácter de aquellas reses del siglo XVIII.

## El origen, encaste Cabrera

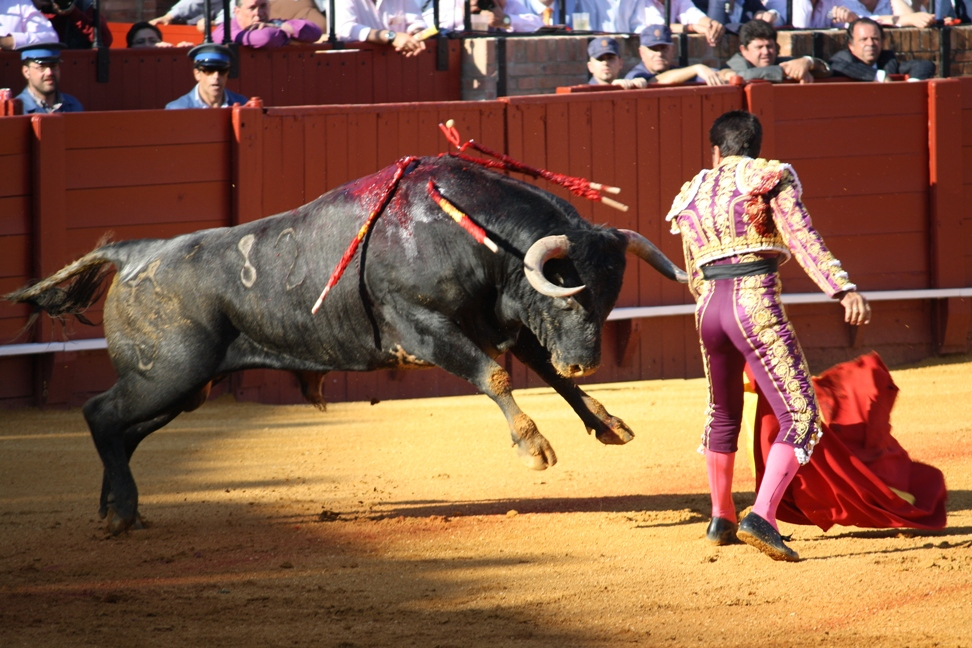
Un toro de Miura embistiendo al torero El Fundi.

El origen de la casta Cabrera hunde sus raíces en las antiguas explotaciones agropecuarias que poseían diferentes órdenes monásticas de la Baja Andalucía, que entre otras cosas se caracterizaron por sus grandes extensiones de ganado ovino, bovino y caballar. 

No obstante, durante el siglo XVIII, algunos de estos institutos fueron desprendiéndose de su ganado para mejorar los activos económicos de los mismos. Tal es el caso de la Cartuja de Sevilla o de los dominicos y cartujos de Jerez de la Frontera, quienes vendieron parte de sus animales, antes de la primera mitad del siglo XVIII, a un vecino noble de Utrera: Luis Antonio de Cabrera y Ponce de León-Luna. Este ganadero aparece registrado en el Catastro de Ensenada, de quien se dice lo siguiente: 
"Luis Antonio Cabrera Ponce de León y Luna es vecino y regidor perpetuo de Utrera desde 1745, es en 1752 arrendatario del cortijo Troya, de más de 2000 fanegas, pertenecientes al patronato Bécquer y cuenta con una cabaña vacuna de 353 cabezas, de las que 200 son vacas de vientre".
La ganadería estuvo en su poder hasta su muerte, en 1768, cuando se hacen cargo de la misma su esposa y también sus hijas. Estas fueron quienes regentaron el hierro hasta 1768, cuando se le conceden a José Rafael Cabrera y Angulo, marido y primo de Bárbara Cabrera Moreno de Figueroa, hija del difunto Cabrera y Ponce de León, poderes para que administre los bienes de su mujer hasta la muerte de ésta, cuando asuma la propiedad tanto de las cabezas de ganado como de las explotaciones agrícolas, las cuales, además, se vieron incrementadas tras las adquisiciones que se hicieron con motivo del parque de suelo rural que estuvo disponible tras la Desamortización de Godoy.
En este tiempo, que será cuando la ganadería de los Cabrera Ponce de León lidie por primera vez en Madrid, se documenta una vacada de considerable tamaño, con 150 toros de diferentes edades, los cuales pastaban en la finca de "La Hermosilla" de la localidad de Dos Hermanas. Además de una considerable reputación, tratando con diferentes entidades y lidiando en las plazas importantes, como la Plaza de toros de Sevilla. 
La ganadería pasará a manos de la segunda mujer de José Rafael de Cabrera, la viuda Soledad Núñez de Prado y Ayllón de Lara, anunciándose la ganadería como "Viuda de Cabrera", y tras su óbito, su hermana, Jerónima Núñez de Prado.
Los toros de Cabrera estuvieron en manos de esta familia a lo largo de la primera mitad del siglo XIX, llevándola a un gran esplendor y con sus toros pastando en las ricas fincas que la familia disponía en Utrera. En 1852, Ildefonso Núñez de Prado y Góngora de Armenta vendió las dehesas, así como el ganado (193 vacas, 70 bueyes y 104 yeguas) a Juan Miura. 
Según García Sánchez, el toro de Cabrera era un toro idóneo para el concepto de tauromaquia propio del siglo XIX:

El toro de Cabrera era muy agresivo en su pelea con los picadores, soportando muchas varas y mostrándose en todo momento fuerte, poderoso y duro. Asimismo, tenía una clara tendencia a desarrollar mucho sentido y presto a sorprender al diestro al menor descuido. El toro ideal para las corridas de la época, basadas fundamentalmente en el tercio de varas y en la preparación para la suerte suprema, o sea, la estocada.

Los toros de Cabrera, origen de la ganadería de Miura, fueron los propios con los que se desarrolló parte del toreo a pie con nombres propios, como el torero rondeño Pedro Romero, Joaquín Rodríguez "Costillares" o José Delgado "Pepe-Hillo".

## Historia de la ganadería
Tras la compra que realiza Juan Miura de lo que había sido el hierro de Jerónima Núñez de Prado en 1852, arranca la historia propia de la legendaria ganadería sevillana. Aunque la familia ya disponía de cabezas de ganado, serán los toros de casta Cabrera los que predominarán en la creación de la nueva vacada. 
Desde estos primeros momentos, el patriarca de la casa de Miura, junto a su hijo Antonio Miura Fernández (1826-1893), realizan un cruce de todo el ganado del que disponían: las cabezas de ganado de los hierros de Antonio Gil Herrera, así como de José Luis Albareda, ambas de origen gallardo, con los otros toros de los Cabrera. Asimismo, tan solo dos años más tarde, en 1854, los Miura se harán con una partida de reses procedentes de José Arias Saavedra, de origen vistahermosa. 
A la muerte del fundador, las riendas de la ganadería las asumirá tanto su viuda —Josefa Fernández— como su hijo Antonio Miura. Él será quien, a la sangre de sus toros añada la simiente de uno de los nombres propios del campo bravo del siglo XIX: el toro Murciélago, de la ganadería de Joaquín del Val, que fue indultado por Rafael Molina "Lagartijo" en el 5 de octubre de 1879 en la plaza de toros de los Tejares de Córdoba. 

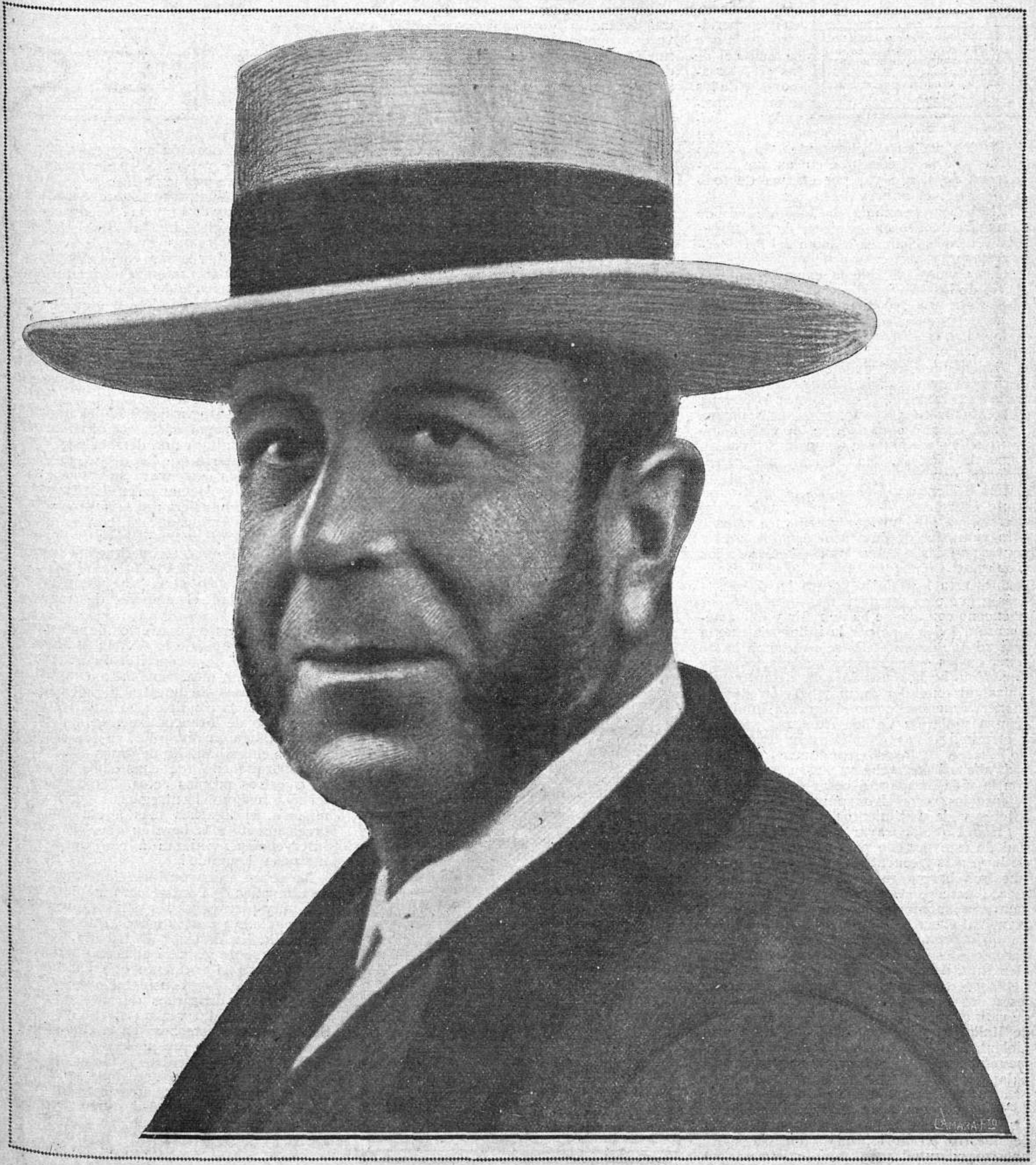
Eduardo Miura Fernández (f. 1917)

Entre 1893 y 1917, el hierro será regentado por el hermano del anterior ganadero, Eduardo Miura Fernández "El Patillas". El éxito que cosechan los toros de esta ganadería, así como el papel que entrañan durante la lidia, motivará que en estos años toreros como Ricardo Torres "Bombita" y Rafael González "Machaquito" promovieran el conocido como "Pleito de los Miuras", un acuerdo ante las empresas para conseguir que los toreros percibieran más honorarios siempre que lidiaran una corrida de este hierro.
Durante el primer tercio del siglo XX, y antes de la guerra civil española, los hijos de Eduardo Miura —Antonio y José Miura Hontoria— procuraron adaptar las condiciones de sus toros a las exigencias del nuevo toreo, buscando una mayor nobleza frente al sentido agreste de sus embestidas, añadiendo la simiente del toro "Banderillero", de la marquesa de Tamarón (Parladé), y de otro semental del Conde de la Corte.
El primogénito de Antonio Miura Hontoria, Eduardo Miura, asumirá las labores de mantenimiento de esta ganadería entre los años 1940 y 1996, cuando cede el testigo a sus hijos, Antonio y Eduardo Miura Martínez, quienes regentan en la actualidad este hierro, que pasó de anunciarse como "Hijos de Eduardo Miura" a "Miura" en el año 2002.

### Pelaje y características en la lidia

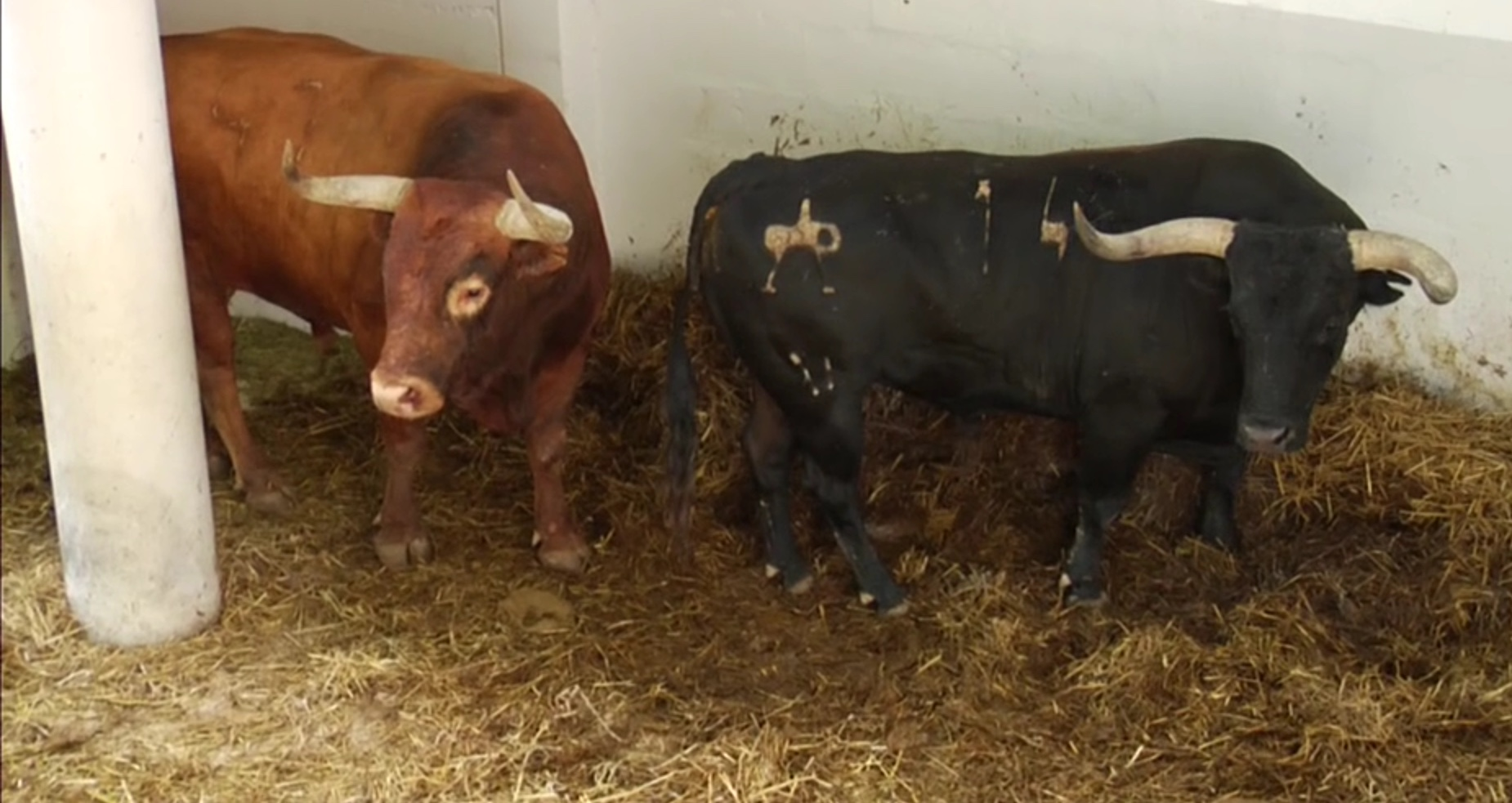
Toros "Rabanero" (n.º 47, colorado, 640 kg) y "Loreño" (n.º 14, negro mulato, 590 kg), lidiados en los Sanfermines de 2019

La leyenda de este toro, el más indómito del campo bravo, ha sido forjada a través del tipo diferenciado y único de un toro con reminiscencias ancestrales. Las cruzas originales han dado como resultado un toro singular: alto de agujas, "agalgado" o levantado del suelo, largo, de gran caja, huesudo, manos y patas altas, fino de piel y algo lavado de cara.
Su pelaje aporta otra gran singularidad dentro de su variedad, encontrándose, entre otros, toros de pelajes cárdenos, colorados, castaños, sardos, salineros, girones, salpicados, berrendos, luceros, negros zaínos y mulatos. En lo que respecta a su conformación de pitones, no se trata de un toro astifino, sino de mazorca ancha, gruesa y generosa.
Durante la lidia, el toro de Miura resulta un toro cambiante, nervioso, que aprende mucho y rápidamente, de lidia despierta. Además de este comportamiento general, también saltan toros de nobleza y fijeza, sin duda alguna por la aportación de la sangre parladeña, aportando, generalmente, un gran juego durante el primer tercio.

### Leyenda negra
La conocida como "leyenda negra" de la ganadería de Miura está relacionada directamente con el protagonismo que adquirieron los toros de este hierro tras la muerte de diferentes diestros durante los siglos XIX y XX o bien las graves cornadas que ocasionaron. Este hecho fue uno de los que proporcionó un gran reconocimiento entre los aficionados, además de un gran respeto entre los profesionales, como se ve al respecto del referido "Pleito de los Miuras", sucedido entre 1907 y 1908. La trayectoria luctuosa de esta ganadería, y especialmente en Madrid, cambió su divisa en esta plaza.

- Jocinero, berrendo en negro, lidiado en Madrid el 20 de abril de 1862, que hirió de muerte en el corazón a José Rodríguez "Pepete".
- Chocero, lidiado en Madrid en 1875, que corneó fatalmente al salir de un par de banderillas al torero de plata Mariano Canet "Llusío".[12]
- Perdigón, colorado y ojo de perdiz, lidiado en Madrid el 27 de mayo de 1894 y que corneó mortalmente, por tres veces, a Manuel García "El Espartero".
- Desertor, lidiado el 7 de octubre de 1900 en la plaza de toros de Las Arenas de Barcelona y que acabó con la vida del diestro Domingo del Campo "Dominguín".
- Agujeto, berrendo en negro, lidiado en Sanlúcar de Barrameda el 18 de agosto de 1907, que corneó en los músculos infrahioideos, con perforación de la tráquea, al novillero Faustino Posadas.
- Cabañero, número 52, negro, lidiado el 21 de mayo de 1930 en Écija que corneó gravemente al novillero onubense Pedro Carreño.
- Islero, número 21, negro entrepelado, lidiado el 28 de agosto de 1947 en Linares por Manuel Rodríguez "Manolete", que fue herido en el triángulo de Scarpa y que murió en la madrugada del día siguiente.
- Pañolero, número 26, cárdeno, 549 kg, lidiado el 10 de septiembre de 1989 en Arlés (Francia) que volteó a Nimeño II, dejándolo tetrapléjico.

### Toros célebres
Además, durante los más de 175 años de la ganadería de Miura, el hierro cuenta con innumerables toros destacados gracias a su juego y su bravura, propiciando grandes e importantes triunfos en plazas de todo el mundo. Estos son algunos de ellos:  
| Nombre | Número | Peso | Capa                    | Fecha                    | Plaza                                   | Torero                     | Suceso |
| --- | ------ | ---- | ----------------------- | ------------------------ | --------------------------------------- | -------------------------- | --- |
| Chocero | 37     | -    | Negro mulato            | 3 de abril de 1880       | Plaza de toros del Triunfo              | Salvador Sánchez Frascuelo | Primer toro que saltó al ruedo en la corrida inaugural de la plaza                                                                 |
| Berberino | -      | -    | Chorreado en verdugo    | 1 de octubre de 1900     | Plaza de toros de Madrid                | Luis Mazzantini            | Mató cinco caballos y cogió a Luis Mazzantini                                                                                      |
| Catalán | -      | -    | Negro                   | 5 de octubre de 1902     | Plaza de toros de Madrid                | Ricardo Torres Bombita     | Recibió nueve varas y dio origen al conocido como Pleito de los Miuras                                                             |
| Cartujano | 12     | 374  | Negro                   | 30 de abril de 1960      | Plaza de toros de Sevilla               | -                          | Premiado con la vuelta al ruedo en el arrastre                                                                                     |
| Esparraguero | 66     | 332  | Cárdeno                 | 10 de julio de 1960      | Plaza de toros de Pamplona              | -                          | Premiado con la vuelta al ruedo en el arrastre                                                                                     |
| León | 39     | -    | -                       | 10 de julio de 1972      | Plaza de toros de Pamplona              | Diego Puerta               | Premiado con la vuelta al ruedo en el arrastre                                                                                     |
| Tahonero | 17     | 590  | Castaño                 | 14 de julio de 1984      | Plaza de toros de Pamplona              | Francisco Ruiz Miguel      | Premiado con la vuelta al ruedo en el arrastre                                                                                     |
| Corselero | 52     | 471  | Cárdeno bragado         | 17 de mayo de 1988       | Las Ventas                              | Manolo Cortés              | Premiado como el mejor toro de la temporada por el Ayuntamiento de Madrid                                                          |
| Latonero | 530    | -    | -                       | 10 de septiembre de 1989 | Plaza de toros de Murcia                | Antonio Mondéjar           | Premiado con la vuelta al ruedo en el arrastre                                                                                     |
| Banderillero | -      | -    | -                       | 15 de agosto de 1991     | Plaza de toros de Bézeris               | -                          | Premiado con el trofeo al Mejor Toro por la Unión Taurine Biterroise de Béziers (Francia)                                          |
| Bienmirado | 64     | -    | -                       | 24 de agosto de 1997     | El Puerto de Santa María                | Juan José Padilla          | Premiado con la vuelta al ruedo en el arrastre                                                                                     |
| Bombito | 38     |      | Colorado ojo de perdiz  | 11 de julio de 1999      | Plaza de toros de Pamplona              | Juan José Padilla          | Protagonizó un tercio de varas de 10 minutos y recibió el premio Carriquiri y el trofeo al Mejor Toro del Club taurino de Pamplona |
| Damito | 46     | -    |                         | 26 de marzo de 2000      | Plaza de toros de Valencia              | Juan José Padilla          | Premiado con la vuelta al ruedo, tras una leve petición de indulto por parte del público                                           |
| Datilero | 31     | 563  | Cárdeno                 | 21 de abril de 2013      | Plaza de toros de Sevilla               | Manuel Escribano           | Toro premiado con la vuelta al ruedo en el arrastre tras haberle cortado el diestro las dos orejas                                 |
| Tahonero | 42     | 570  | Negro                   | 22 de junio de 2019      | Plaza de toros de Utrera                | Manuel Escribano           | Primer toro indultado de la ganadería de Miura                                                                                     |
| Africano | 97     | 670  | Colorado ojos de perdiz | 22 de agosto de 2020     | Plaza de toros de Sanlúcar de Barrameda | Daniel Luque               | Premiado con la vuelta al ruedo en el arrastre tras petición de indulto                                                            |
| Cuajadito | 45     | 565  | Negro bragado meano     | 3 de octubre de 2021     | Plaza de toros de Sevilla               | Manuel Escribano           | Premiado como el mejor toro de toda la Feria de San Miguel.                                                                        |
| Guineo | 7      | 586  | Negro Mulato            | 20 de agosto de 2023     | Plaza de toros de Sanlúcar de Barrameda | Esau Fernández             | Indultado |
| Fuentes: https://sevilla.abc.es/cultura/toros/sevi-toros-sevilla-feria-san-miguel-estos-premios-taurinos-real-maestranza-entregara-feria-san-miguel-2021-202110041926_noticia.html |        |      |                         |                          |                                         |                            | |

## Miura en la cultura popular

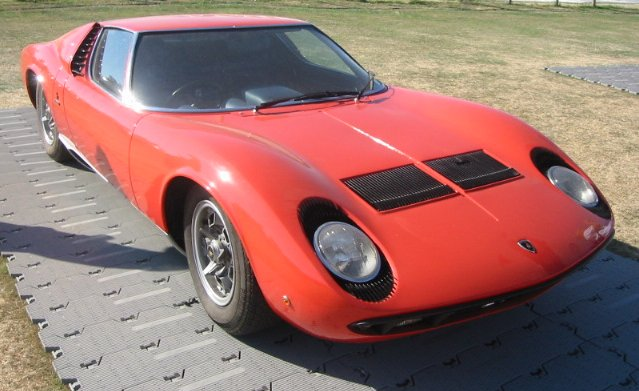
La casa de automóviles italiana Lamborghini comercializó entre 1966 y 1972 su modelo Lamborghini Miura, llamado así en honor de la ganadería.

Los toros de Miura, fruto de su histórico comportamiento en la plaza, han conseguido traspasar los umbrales de la tauromaquia y hacerse hueco en medio de la cultura popular, en obras poéticas y literarias pero también dentro del mundo del automóvil. El fabricante italiano de automóviles Lamborghini nombró a uno de sus modelos Lamborghini Miura, así como dos modelos con el nombre de toros de la ganadería, el Lamborghini Murciélago y el Lamborghini Islero. 
Entre sus menciones, quizá por histórica, cabe destacar la referencia que se hace a esta ganadería en las conocidas como Coplas del Espartero, dedicadas al torero sevillano, en las que se dice: «Los toritos de Miura/ ya no tienen miedo a nada/ porque se ha muerto El Espartero,/ el que mejor los mataba». 
Hay una mención a los toros de la ganadería Miura en el libro Travels with Charley in Search of America (1.ª ed., 1962), de John Steinbeck. Dice así: 

On an impulse I pressed down the lever of the cattle caller and a bellow came out like that of a Miura bull as he poises before firing himself at the butterfly sweep of his first veronica
Por un impulso, apreté la palanca de la persona que llamaba al ganado y un bramido salió como el de un toro Miura mientras se apresura antes de dispararse al barrido de mariposa de su primera verónica.

En Pueblerina, de Juan José Arreola, el protagonista, Don Fulgencio, posee rasgos que inspiran acciones taurinas, como "su grueso cuello de Miura".

## Premios y distinciones
En 2022, fue galardonada con la Medalla de Oro al Mérito en las Bellas Artes que otorga el Ministerio de Cultura de España.
El arraigo de esta ganadería en el mundo taurino y en la sociedad española ha llevado a que este hierro haya cosechado importantes premios a lo largo de su historia. Entre ellos el Premio Taurino ABC, que fue entregado por el rey Juan Carlos I, o el Premio Taurino Ciudad de Sevilla.